# Всеукраїнська асоціація марксистсько-ленінських інститутів
Всеукраїнська асоціація марксистсько-ленінських інститутів (ВУАМЛІН) — організація, створена за постановою ЦК КП(б)У від 28 червня 1931 р. у Харкові на противагу чинній АН УСРР, яка на той час ще не повністю контролювалася комуністичною тоталітарною системою. Спочатку включала шість науково-дослідних інститутів: 
- Інститут історії
- Інститут філософії та природознавства
- Інститут економіки
- Аграрний інститут
- Інститут права та рад. будівництва
- Інститут кадрів
- та дві науково-дослідних кафедри (нац. питання та літературознавства).

Пізніше відкрилися три філії асоціації — у Києві, Одесі, Дніпропетровську (в кожній по три секції: історична, економічна й філософська). З часом склад асоціації змінювався. Наприкінці 1931 р. в ній було утворено науково-дослідний сектор пропаганди, а заочні курси марксизму-ленінізму реорганізовано в сектор заочного навчання. В середині 1932 року у ВУАМЛІНі працювало 115 наукових співробітників і навчалося 625 аспірантів.
Роботою асоціації керувала Президія ВУАМЛІНу на чолі з президентом. У складі асоціації діяли 14 наукових товариств, зокрема, істориків-марксистів, економістів-марксистів та ін., а при Президії — 14 постійних комісій (зокрема, комісія з вивчення проблем війни та історії сусідніх закордонних країн, комісія з історії більшовицької преси, теорії й практики комсомольського руху).
Асоціація видавала журнали «Прапор марксизму-ленінізму» (1931—1934) і «Під марксо-ленінським прапором» (1934—1937).
У системі ВУАМЛІНу здійснювалася підготовка науковців через очну й заочну аспірантуру. Сектор заочної аспірантури видавав «Бюлетень заочної аспірантури ВУАМЛІН» — єдиний навчально-теоретичний і методичний орган заочної освіти в Україні.
У середині 1930-х  установи ВУАМЛІНу піддано «чистці», і, згідно з постановою ЦК КП(б)У від 23 червня 1936, вони увійшли до складу АН УСРР.

## Інститут історії
Історичні дослідження у структурі ВУАМЛІНу здійснював Інститут історії. Від грудня 1932 р. в ньому діяло 5 секторів: історії України, історії народів СРСР, історії народів Заходу, методологічний (секції ленінізму й історіографії), бібліографічний. 1932 співпрацівниками Інституту було видано 1-й том «Історії України» (докапіталістична доба), що був розкритикований за «методологічні помилки». Пізніше Інститут сконцентрувався головним чином на дослідженні організаційних принципів більшовизму, історії робітничого й революційного рухів в країні. 1934 при Інституті створили Всеукраїнську комісію з викладання історії, яка підготувала проєкт програми історії України для вишів. 1934—1936 співпрацівники Інституту здійснювали роботу над підручником з історії України для шкіл і курсом історії України для вищих навчальних закладів. Від червня 1934 р. Інститут історії розпочав видання спеціалізованого журналу «Історик-більшовик», який друкував історичні дослідження, що базувалися на марксистсько-ленінських методологічних засадах.